# フセイン・ラシード・アル＝ティクリーティー
フセイン・ラシード・ムハンマド・アッ＝ティクリーティー（Husayn Rashid Muhammad Al-Tikriti 1940年－）は、元イラク軍総司令部事務局長、イラクの軍人、陸軍大将。クルド人

## 略歴
- 1940年、ティクリートにて、同地に移住したクルド人部族の家庭に生まれる。

- 1980年、イラン・イラク戦争開戦。警護部隊にすぎなかった共和国防衛隊（RG）を戦闘部隊として組織再編し、イラク南部におけるイラン軍との戦闘を指揮。RGの戦闘能力向上に貢献した。

- 1987年、第三参謀次長（作戦担当）に就任。当時、中央政府に対して武装蜂起していたクルド人に対する掃討作戦「アンファール」を指揮。この作戦では多くのクルド人が虐殺された。

- 1990年、湾岸危機が起こると、同年10月に、サッダームとの意見対立から解任されたニザール・アル＝ハズラジー将軍に代わって、イラク軍参謀総長に任命される。

2003年4月9日のフセイン政権崩壊時の役職は、イラク共和国軍総司令部事務局長であった。
2003年にアメリカ軍によって拘束された。

## 裁判
2006年、1980年代後半の「アンファール作戦」において、参謀次長としてクルド人虐殺を指揮したとして、イラク高等法廷に人道に対する罪、ジェノサイド罪、戦争犯罪の罪で訴追される。当初、検察側は、フセイン・ラシードに被告では無く検察側証人として出廷するなら訴追を取り消すと司法取引を持ちかけたが、『自分は無実を証明する』と拒否された。フセイン・ラシードは、裁判で無罪を主張し、あくまで『自分は軍事作戦を指揮しただけで、民間人の殺害は命令していない』と主張した。
2007年4月2日、検察側はフセイン・ラシードを含む被告5人に死刑を求刑し、6月24日、イラク高等法廷はフセイン・ラシードに絞首による死刑判決を下した。裁判長が判決文を読み上げる際、フセイン・ラシードは『アッラーは我々殉教者に恵みを与える。勇敢なるイラク軍万歳。偉大なイラク万歳。偉大なバアス党とアラブ万歳。』と叫んだ。
高等法廷第2審も、死刑を命じた第1審判決を支持。マーリキー首相も刑執行を認める書類に署名したが、ジャラル・タラバニ大統領とターリク・ハーシミー副大統領が刑執行を「軍人としてサッダームの命令に従ったにすぎず、死刑は重過ぎる」と恩赦を求めて反対したため、本来なら判決から30日以内に死刑執行が行われるはずであったが、刑の執行が延期された。
2007年8月21日、1991年に起こったシーア派住民虐殺の容疑で、イラク高等法廷に被告として出廷し、2008年12月2日、高等法廷は、フセイン・ラシードに終身刑の判決を下した。
また、マーシュ・アラブ人に対する民族浄化を裁く法廷にも、被告として出廷している。